# Rogers Cup 2017
Rogers Cup presented by National Bank 2017 là giải quần vợt tổ chức trên mặt sân cứng. Đây sẽ là lần thứ 128 (cho nam) của Giải quần vợt Canada Mở rộng. Giải là một trong số các giải ATP World Tour Masters 1000 của ATP World Tour 2017, và WTA Premier 5 của WTA Tour 2017, và cũng là một sự kiện của US Open Series 2017. Sự kiện của nữ (còn được gọi là Toronto Mở rộng) sẽ được tổ chức tại Aviva Centre ở Toronto, từ ngày 7 tháng 8 đến ngày 13 tháng 8 và sự kiện của nam sẽ được tổ chức tại Sân vận động Uniprix ở Montréal, từ ngày 7 tháng 8 đến ngày 13 tháng 8 năm 2017.

## Điểm và tiền thưởng

### Phân phối điểm
| Sự kiện | VĐ   | CK  | BK  | TK  | 1/16 | 1/32 | 1/64 | Q  | Q2 | Q3 |
| Đơn nam | 1000 | 600 | 360 | 180 | 90   | 45   | 10   | 25 | 16 | 0  |
| Đôi nam | 1000 | 600 | 360 | 180 | 90   | 0    | —    | —  | —  | —  |
| Đơn nữ  | 900  | 585 | 350 | 190 | 105  | 60   | 1    | 30 | 20 | 1  |
| Đôi nữ  | 900  | 585 | 350 | 190 | 105  | 5    | —    | —  | —  | —  |

### Tiền thưởng
| Sự kiện | VĐ       | CK       | BK       | TK       | 1/16    | 1/32    | 1/64    | Q2     | Q1     |
| Đơn nam | $894,585 | $438,635 | $220,760 | $112,255 | $58,295 | $30,730 | $16,595 | $3,820 | $1,950 |
| Đơn nữ  | $501,975 | $243,920 | $122,190 | $58,185  | $28,030 | $14,360 | $7,745  | $3,150 | $1,905 |
| Đôi nam | $277,030 | $135,630 | $68,030  | $34,920  | $18,050 | $9,520  | —       | —      | —      |
| Đôi nữ  | $143,600 | $72,534  | $35,910  | $18,075  | $9,170  | $4,530  | —       | —      | —      |

## Nội dung đơn ATP

### Hạt giống
8 hạt giống đầu giải được đặc cách vào thẳng vòng 2
| Quốc gia | Tay vợt               | Xếp hạng1 | Hạt giống |
| -------- | --------------------- | --------- | --------- |
| ESP      | Rafael Nadal          | 2         | 1         |
| SUI      | Roger Federer         | 3         | 2         |
| AUT      | Dominic Thiem         | 7         | 3         |
| GER      | Alexander Zverev      | 8         | 4         |
| JPN      | Nishikori Kei         | 9         | 5         |
| CAN      | Milos Raonic          | 10        | 6         |
| BUL      | Grigor Dimitrov       | 11        | 7         |
| FRA      | Jo-Wilfried Tsonga    | 12        | 8         |
| BEL      | David Goffin          | 13        | 9         |
| CZE      | Tomáš Berdych         | 14        | 10        |
| ESP      | Pablo Carreño Busta   | 15        | 11        |
| ESP      | Roberto Bautista Agut | 16        | 12        |
| FRA      | Lucas Pouille         | 17        | 13        |
| Hoa Kỳ   | John Isner            | 18        | 14        |
| Hoa Kỳ   | Jack Sock             | 19        | 15        |
| AUS      | Nick Kyrgios          | 20        | 16        |

- 1 Bảng cập nhật xếp hạng vào ngày 31 tháng 7 năm 2017.

### Vận động viên khác
Đặc cách:
- Peter Polansky
- Vasek Pospisil
- Brayden Schnur
- Denis Shapovalov

Vượt qua vòng loại:
- Thomas Fabbiano
- Norbert Gombos
- Pierre-Hugues Herbert
- Vincent Millot
- Reilly Opelka
- Dudi Sela
- Tim Smyczek

Thua cuộc may mắn:
- Ernesto Escobedo
- Mikhail Youzhny

### Rút lui
Trước giải đấu
- Marin Čilić (chấn thương cơ khép) →thay thế bởi  Daniil Medvedev
- Pablo Cuevas →thay thế bởi  Adrian Mannarino
- Novak Djokovic (chấn thương khuỷu tay) →thay thế bởi  Kevin Anderson [4]
- Fabio Fognini →thay thế bởi  Chung Hyeon
- Ivo Karlović →thay thế bởi  Frances Tiafoe
- Martin Kližan →thay thế bởi  Donald Young
- Gilles Müller →thay thế bởi  Mikhail Youzhny
- Andy Murray →thay thế bởi  Yūichi Sugita
- Gilles Simon →thay thế bởi  Nikoloz Basilashvili
- Fernando Verdasco →thay thế bởi  Jared Donaldson
- Stan Wawrinka (chấn thương đầu gối) →thay thế bởi  Kyle Edmund

## ATP đôi rút ra người tham gia

### Hạt giống
| Quốc gia | Tay vợt               | Quốc gia | Tay vợt       | Xếp hạng1 | Hạt giống |
| -------- | --------------------- | -------- | ------------- | --------- | --------- |
| FIN      | Henri Kontinen        | AUS      | John Peers    | 5         | 1         |
| POL      | Łukasz Kubot          | BRA      | Marcelo Melo  | 5         | 2         |
| GBR      | Jamie Murray          | BRA      | Bruno Soares  | 11        | 3         |
| Hoa Kỳ   | Bob Bryan             | Hoa Kỳ   | Mike Bryan    | 14        | 4         |
| FRA      | Pierre-Hugues Herbert | FRA      | Nicolas Mahut | 22        | 5         |
| RSA      | Raven Klaasen         | Hoa Kỳ   | Rajeev Ram    | 27        | 6         |
| IND      | Rohan Bopanna         | CRO      | Ivan Dodig    | 31        | 7         |
| AUT      | Oliver Marach         | CRO      | Mate Pavić    | 34        | 8         |

- Bảng cập nhật xếp hạng vào ngày 31 tháng 7 năm 2017.

### Vận động viên khác
Đặc cách:
- Frank Dancevic /  Adil Shamasdin
- Daniel Nestor /  Vasek Pospisil

Thay thế:
- Gael Monfils /  Benoît Paire

### Rút lui
Trước giải đấu
- Steve Johnson

Trong giải đấu
- David Ferrer

## Vận động viên của WTA

### Hạt giống
| Quốc gia | Tay vợt              | Xếp hạng1 | Hạt giống |
| -------- | -------------------- | --------- | --------- |
| CZE      | Karolína Plíšková    | 1         | 1         |
| ROU      | Simona Halep         | 2         | 2         |
| GER      | Angelique Kerber     | 3         | 3         |
| ESP      | Garbiñe Muguruza     | 4         | 4         |
| UKR      | Elina Svitolina      | 5         | 5         |
| DEN      | Caroline Wozniacki   | 6         | 6         |
| GBR      | Johanna Konta        | 7         | 7         |
| RUS      | Svetlana Kuznetsova  | 8         | 8         |
| Hoa Kỳ   | Venus Williams       | 9         | 9         |
| POL      | Agnieszka Radwańska  | 10        | 10        |
| SVK      | Dominika Cibulková   | 11        | 11        |
| LAT      | Jeļena Ostapenko     | 12        | 12        |
| FRA      | Kristina Mladenovic  | 13        | 13        |
| CZE      | Petra Kvitová        | 14        | 14        |
| LAT      | Anastasija Sevastova | 16        | 15        |
| RUS      | Elena Vesnina        | 17        | 16        |

- 1 Bảng cập nhật xếp hạng vào ngày 31 tháng 7 năm 2017

### Vận động viên khác
Đặc cách:
- Françoise Abanda
- Bianca Andreescu
- Eugenie Bouchard

Vượt qua vòng loại:
- Ekaterina Alexandrova
- Lara Arruabarrena
- Ashleigh Barty
- Irina-Camelia Begu
- Mariana Duque-Mariño
- Kirsten Flipkens
- Varvara Lepchenko
- Naomi Osaka
- Donna Vekić
- Sachia Vickery
- Heather Watson

Thua cuộc may mắn:
- Magdaléna Rybáriková

### Rút lui
Trước giải đấu
- Madison Keys →thay thế bởi  Magdaléna Rybáriková
- Kristýna Plíšková →thay thế bởi  Julia Görges
- Samantha Stosur →thay thế bởi  Alison Riske

Rút lui
- Naomi Osaka

## WTA đôi rút ra người tham gia

### Hạt giống
| Quốc gia | Tay vợt             | Quốc gia | Tay vợt            | Xếp hạng1 | Hạt giống |
| -------- | ------------------- | -------- | ------------------ | --------- | --------- |
| RUS      | Ekaterina Makarova  | RUS      | Elena Vesnina      | 6         | 1         |
| TPE      | Chiêm Vịnh Nhiên    | SUI      | Martina Hingis     | 11        | 2         |
| CZE      | Lucie Šafářová      | CZE      | Barbora Strýcová   | 12        | 3         |
| IND      | Sania Mirza         | CHN      | Peng Shuai         | 19        | 4         |
| HUN      | Tímea Babos         | CZE      | Andrea Hlaváčková  | 27        | 5         |
| CZE      | Lucie Hradecká      | CZE      | Kateřina Siniaková | 31        | 6         |
| AUS      | Ashleigh Barty      | AUS      | Casey Dellacqua    | 32        | 7         |
| GER      | Anna-Lena Grönefeld | CZE      | Květa Peschke      | 39        | 8         |

- Bảng cập nhật xếp hạng vào ngày 31 tháng 7 năm 2017

### Vận động viên khác
Đặc cách:
- Bianca Andreescu /  Carson Branstine
- Eugenie Bouchard /  Karolína Plíšková
- Charlotte Robillard-Millette /  Carol Zhao

Thay thế:
- Lauren Davis /  Alison Riske

### Rút lui
Trước giải
- Ana Konjuh

Trong giải
- Peng Shuai

## Nhà vô địch

### Đơn nam
- Alexander Zverev đánh bại  Roger Federer, 6–3, 6–4.

### Đơn nữ
- Elina Svitolina đánh bại  Caroline Wozniacki, 6–4, 6–0

### Đôi nam
- Pierre-Hugues Herbert /  Nicolas Mahut đánh bại  Rohan Bopanna /  Ivan Dodig 6–4, 3–6, [10–6].

### Đôi nữ
- Ekaterina Makarova /  Elena Vesnina đánh bại  Anna-Lena Grönefeld /  Květa Peschke